# Oddur Jönsson Hjaltalín
Pour les articles homonymes, voir Hjaltalín.
Oddur Jönsson Hjaltalín (né le 12 juillet 1782 à Kálfafell et décédé le 12 mai 1840 à Bjarnarhöfn) est un médecin et botaniste islandais.

## Biographie
Inspecteur médical d'Islande, Hjaltalín est connu pour ses nombreuses recherches sur les maladies dont la lèpre (1832).
Jules Verne le mentionne dans le chapitre XI de son roman Voyage au centre de la Terre mais, empruntant le nom erroné de sa source, le Voyage dans les mers du nord à bord de la corvette La Reine Hortense  (1857) de Charles-Edmond Chojecki, écrit « Hyaltalin ».